# Madden-Julian-Oszillation

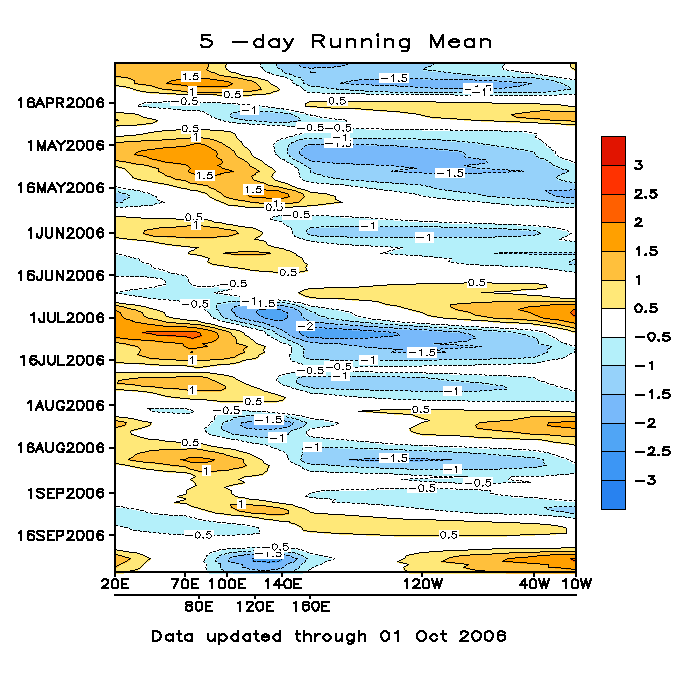
Fünftägige gleitende Mittelwerte normalisierter MJO-Indizes über einen Zeitraum von 6 Monaten.
Das Hovmöller-Diagramm zeigt horizontal die Verteilung entlang der Längengrade und von oben nach unten die zeitliche Entwicklung; rötliche Farben markieren Gebiete erhöhter Konvektion, bläuliche Farben Gebiete unterdrückter Konvektion.
Es ist eine Bewegung der Gebiete nach Osten zu erkennen.

Die Madden-Julian-Oszillation (MJO), benannt nach Roland Madden und Paul Julian vom National Center for Atmospheric Research, wurde 1971 entdeckt und ist ein Zirkulationsphänomen der tropischen Atmosphäre (innerhalb von 20 Breitengraden beiderseits des Äquators) zwischen dem Indischen Ozean und dem zentralen Pazifik, das einen 30- bis 60-tägigen Zyklus aufweist. Dieses gekoppelte Ozean-Atmosphäre-System hat einen großen Einfluss auf die Monsunvariabilität. Ebenso sind Einflüsse auf die  Rotationsperiode der Erde bekannt.
Das anomale Regengebiet erscheint über dem westlichen Indik und bleibt erkennbar, während es ostwärts wandert, bis es die kälteren Gewässer des östlichen Pazifiks erreicht. Über dem tropischen Atlantik kommt es wieder zum Vorschein. Die feuchte Phase der MJO wird durch eine erhöhte Konvektion und stärkere Niederschläge geprägt, in der nachfolgenden trockenen Phase wird die Gewittertätigkeit unterdrückt.